# Championnats du monde de patinage artistique 1994
Navigation
Mondiaux 1993 Mondiaux 1995
Les championnats du monde de patinage artistique 1994 ont lieu du 20 au 27 mars 1994 au Makuhari Messe de Chiba au Japon.
C'est lors de ces mondiaux que la patineuse française Surya Bonaly, médaillée d'argent, proteste contre sa deuxième place lors de la cérémonie de remise des médailles. Cette protestation se manifeste d'abord par son refus de monter sur le podium, puis en enlevant la médaille de son cou après l'avoir acceptée. 
Pour la première fois aux mondiaux, plus de trente couples participent à la compétition de danse sur glace.
C'est la troisième fois que le Japon organise les championnats du monde de patinage artistique après les éditions de 1977 et 1985.

## Qualifications
Les patineurs sont éligibles à l'épreuve s'ils représentent une nation membre de l'Union internationale de patinage (International Skating Union en anglais). Les fédérations nationales sélectionnent leurs patineurs en fonction de leurs propres critères.
Sur la base des résultats des championnats du monde 1993, l'Union internationale de patinage autorise chaque pays à avoir de une à trois inscriptions par discipline.
| Entrées                                                    | Messieurs                       | Dames                            | Couples                            | Danse sur glace                                                 |
| ---------------------------------------------------------- | ------------------------------- | -------------------------------- | ---------------------------------- | --------------------------------------------------------------- |
| 3                                                          | Canada France Russie États-Unis | Allemagne Chine France Ukraine   | Allemagne Canada Russie États-Unis | Russie                                                          |
| 2                                                          | Japon Roumanie                  | Canada Japon Tchéquie États-Unis | Suisse Tchéquie                    | Biélorussie Finlande France Italie Ouzbékistan Tchéquie Ukraine |
| Les pays non listés dans ce tableau ont droit à une entrée |                                 |                                  |                                    |                                                                 |

Pour la deuxième année, l'Union internationale de patinage impose une ronde des qualifications pour les catégories individuelles masculine et féminine. Les qualifications sont divisées en deux groupes A et B. Pour les mondiaux 1994, le top 12 de chaque groupe accède au programme court et au programme libre. Les scores des qualifications ne comptent pas pour le score final.

## Podiums
| Épreuves                            | Or                                   | Argent                            | Bronze                          |
| ----------------------------------- | ------------------------------------ | --------------------------------- | ------------------------------- |
| Messieurs résultats détaillés       | Elvis Stojko                         | Philippe Candeloro                | Vyacheslav Zahorodnyuk          |
| Dames résultats détaillés           | Yuka Sato                            | Surya Bonaly                      | Tanja Szewczenko                |
| Couples résultats détaillés         | Evgenia Shishkova / Vadim Naumov     | Isabelle Brasseur / Lloyd Eisler  | Marina Eltsova / Andrei Bushkov |
| Danse sur glace résultats détaillés | Oksana Grichtchouk / Ievgueni Platov | Sophie Moniotte / Pascal Lavanchy | Susanna Rahkamo / Petri Kokko   |

## Tableau des médailles
| Rang  | Nation    | Or | Argent | Bronze | Total |
| ----- | --------- | -- | ------ | ------ | ----- |
| 1     | Russie    | 2  | 0      | 1      | 3     |
| 2     | Canada    | 1  | 1      | 0      | 2     |
| 3     | Japon     | 1  | 0      | 0      | 1     |
| 4     | France    | 0  | 3      | 0      | 3     |
| 5     | Allemagne | 0  | 0      | 1      | 1     |
| 5     | Finlande  | 0  | 0      | 1      | 1     |
| 5     | Ukraine   | 0  | 0      | 1      | 1     |
| Total | Total     | 4  | 4      | 4      | 12    |

## Détails des compétitions
Pour la saison 1993/1994, les calculs des points se font selon la méthode suivante :
- chez les Messieurs, les Dames et les Couples artistiques (0.5 point par place pour le programme court, 1 point par place pour le programme libre)
- en danse sur glace (0.4 point par place pour les deux danses imposées, 0.6 point par place pour la danse originale, 1 point par place pour la danse libre)

### Messieurs
| Rang                                        | Nom                    | Nation         | Qualif. A | Qualif. B | Points | Prog. court | Prog. libre |
| ------------------------------------------- | ---------------------- | -------------- | --------- | --------- | ------ | ----------- | ----------- |
| 1                                           | Elvis Stojko           | Canada         | 1         |           | 1.5    | 1           | 1           |
| 2                                           | Philippe Candeloro     | France         | 2         |           | 3.0    | 2           | 2           |
| 3                                           | Vyacheslav Zahorodnyuk | Ukraine        |           | 2         | 4.5    | 3           | 3           |
| 4                                           | Aleksey Urmanov        | Russie         |           | 1         | 6.0    | 4           | 4           |
| 5                                           | Éric Millot            | France         | 3         |           | 8.5    | 5           | 6           |
| 6                                           | Masakazu Kagiyama      | Japon          |           | 6         | 9.5    | 9           | 5           |
| 7                                           | Scott Davis            | États-Unis     |           | 3         | 11.0   | 8           | 7           |
| 8                                           | Sébastien Britten      | Canada         |           | 4         | 14.0   | 12          | 8           |
| 9                                           | Igor Pashkevich        | Russie         | 7         |           | 14.0   | 10          | 9           |
| 10                                          | Steven Cousins         | Royaume-Uni    |           | 8         | 14.5   | 7           | 11          |
| 11                                          | Andrejs Vlascenko      | Lettonie       | 5         |           | 15.5   | 11          | 10          |
| 12                                          | Oleg Tataurov          | Russie         |           | 5         | 18.5   | 13          | 12          |
| 13                                          | Aren Nielsen           | États-Unis     | 9         |           | 19.0   | 6           | 16          |
| 14                                          | Michael Shmerkin       | Israël         |           | 7         | 20.0   | 14          | 13          |
| 15                                          | Marcus Christensen     | Canada         | 6         |           | 22.0   | 16          | 14          |
| 16                                          | Zsolt Kerekes          | Hongrie        |           | 10        | 23.5   | 17          | 15          |
| 17                                          | Michael Tyllesen       | Danemark       | 4         |           | 25.5   | 15          | 18          |
| 18                                          | Ronny Winkler          | Allemagne      |           | 11        | 26.0   | 18          | 17          |
| 19                                          | Besarion Tsintsadze    | Géorgie        | 10        |           | 30.0   | 22          | 19          |
| 20                                          | Jung Sung-il           | Corée du Sud   | 8         |           | 31.0   | 20          | 21          |
| 21                                          | David Liu              | Taipei chinois |           | 9         | 31.5   | 23          | 20          |
| 22                                          | Stephen Carr           | Australie      |           | 12        | 33.5   | 21          | 23          |
| 23                                          | Markus Leminen         | Finlande       | 12        |           | 33.5   | 19          | 24          |
| 24                                          | Fumihiro Oikawa        | Japon          | 11        |           | 34.0   | 24          | 22          |
| Patineurs éliminés après les qualifications |                        |                |           |           |        |             |             |
| 25                                          | Igor Lutikov           | Azerbaïdjan    | 13        |           |        |             | NC          |
| 25                                          | Hristo Turlakov        | Bulgarie       |           | 13        |        |             | NC          |
| 27                                          | Alexander Murashko     | Biélorussie    | 14        |           |        |             | NC          |
| 27                                          | Marius Negrea          | Roumanie       |           | 14        |        |             | NC          |
| 29                                          | Dino Quattrocecere     | Afrique du Sud | 15        |           |        |             | NC          |
| 29                                          | Clifford Retamar       | Espagne        |           | 15        |        |             | NC          |
| 31                                          | Fabrizio Garattoni     | Italie         | 16        |           |        |             | NC          |
| 31                                          | Zbigniew Komorowski    | Pologne        |           | 16        |        |             | NC          |
| 33                                          | Zhang Min              | Chine          | 17        |           |        |             | NC          |
| 33                                          | Margus Hernits         | Estonie        |           | 17        |        |             | NC          |
| 35                                          | Rastislav Vnučko       | Slovaquie      | 18        |           |        |             | NC          |
| 35                                          | Yuri Litvinov          | Kazakhstan     |           | 18        |        |             | NC          |
| 37                                          | Emrah Polatoglu        | Turquie        | 19        |           |        |             | NC          |
| 37                                          | Riccardo Olavarrieta   | Mexique        |           | 19        |        |             | NC          |
| 39                                          | Tomislav Čižmešija     | Croatie        | 20        |           |        |             | NC          |
| 39                                          | Vaidotas Juraitis      | Lituanie       |           | 20        |        |             | NC          |
| 41                                          | Alexandros Kyperos     | Grèce          | 21        |           |        |             | NC          |

### Dames
| Rang                                          | Nom                  | Nation         | Qualif. A | Qualif. B | Points | Prog. court | Prog. libre |
| --------------------------------------------- | -------------------- | -------------- | --------- | --------- | ------ | ----------- | ----------- |
| 1                                             | Yuka Sato            | Japon          | 1         |           | 1.5    | 1           | 1           |
| 2                                             | Surya Bonaly         | France         | 2         |           | 3.0    | 2           | 2           |
| 3                                             | Tanja Szewczenko     | Allemagne      | 3         |           | 5.0    | 4           | 3           |
| 4                                             | Marina Kielmann      | Allemagne      |           | 3         | 6.5    | 5           | 4           |
| 5                                             | Josée Chouinard      | Canada         |           | 1         | 6.5    | 3           | 5           |
| 6                                             | Elena Liashenko      | Ukraine        | 6         |           | 9.0    | 6           | 6           |
| 7                                             | Marie-Pierre Leray   | France         |           | 10        | 13.0   | 12          | 7           |
| 8                                             | Michelle Kwan        | États-Unis     | 5         |           | 13.5   | 11          | 8           |
| 9                                             | Susan Humphreys      | Canada         | 7         |           | 14.0   | 10          | 9           |
| 10                                            | Olga Markova         | Russie         | 4         |           | 14.5   | 7           | 11          |
| 11                                            | Mila Kajas           | Finlande       |           | 4         | 17.0   | 8           | 13          |
| 12                                            | Krisztina Czakó      | Hongrie        |           | 5         | 19.0   | 18          | 10          |
| 13                                            | Rena Inoue           | Japon          |           | 6         | 19.5   | 15          | 12          |
| 14                                            | Nathalie Krieg       | Suisse         |           | 9         | 21.5   | 13          | 15          |
| 15                                            | Anna Rechnio         | Pologne        |           | 7         | 21.5   | 9           | 17          |
| 16                                            | Lenka Kulovaná       | Tchéquie       | 10        |           | 22.5   | 17          | 14          |
| 17                                            | Lyudmyla Ivanova     | Ukraine        | 8         |           | 23.0   | 14          | 16          |
| 18                                            | Charlene Von Saher   | Royaume-Uni    | 11        |           | 26.0   | 16          | 18          |
| 19                                            | Alice Sue Claeys     | Belgique       |           | 11        | 30.0   | 22          | 19          |
| 20                                            | Viktoria Dimitrova   | Bulgarie       | 9         |           | 30.5   | 21          | 20          |
| 21                                            | Tatiana Malinina     | Ouzbékistan    |           | 8         | 30.5   | 19          | 21          |
| 22                                            | Liu Ying             | Chine          |           | 12        | 33.0   | 20          | 23          |
| 23                                            | Inna Zayets          | Ukraine        | 12        |           | 33.5   | 23          | 22          |
| Abandon                                       | Chen Lu              | Chine          |           | 2         |        |             |             |
| Patineuses éliminées après les qualifications |                      |                |           |           |        |             |             |
| 25                                            | Silvia Fontana       | Italie         | 13        |           |        | NC          | NC          |
| 25                                            | Nicole Bobek         | États-Unis     |           | 13        |        | NC          | NC          |
| 27                                            | Marta Andrade        | Espagne        | 14        |           |        | NC          | NC          |
| 27                                            | Laëtitia Hubert      | France         |           | 14        |        | NC          | NC          |
| 29                                            | Kateřina Beránková   | Tchéquie       | 15        |           |        | NC          | NC          |
| 29                                            | Julia Vorobieva      | Azerbaïdjan    |           | 15        |        | NC          | NC          |
| 31                                            | Lily Lyoonjung Lee   | Corée du Sud   | 16        |           |        | NC          | NC          |
| 31                                            | Olga Vassilieva      | Estonie        |           | 16        |        | NC          | NC          |
| 33                                            | Alma Lepina          | Lettonie       | 17        |           |        | NC          | NC          |
| 33                                            | Tamara Panjkret      | Croatie        |           | 17        |        | NC          | NC          |
| 35                                            | Zhao Guona           | Chine          | 18        |           |        | NC          | NC          |
| 35                                            | Ingrida Zenkeviciute | Lituanie       |           | 18        |        | NC          | NC          |
| 37                                            | Valentina Gazeleridi | Kazakhstan     | 19        |           |        | NC          | NC          |
| 37                                            | Claire Auret         | Afrique du Sud |           | 19        |        | NC          | NC          |
| 39                                            | Miriam Manzano       | Australie      | 20        |           |        | NC          | NC          |
| 39                                            | Lefki Terzaki        | Grèce          |           | 20        |        | NC          | NC          |
| 41                                            | Sandra Brajdic       | RF Yougoslavie | 21        |           |        | NC          | NC          |
| 41                                            | Zaneta Stefanikova   | Slovaquie      |           | 21        |        | NC          | NC          |

### Couples
| Rang                                      | Nom                                       | Nation                | Points | Prog. court | Prog. libre |
| ----------------------------------------- | ----------------------------------------- | --------------------- | ------ | ----------- | ----------- |
| 1                                         | Evgenia Shishkova / Vadim Naumov          | Russie                | 1.5    | 1           | 1           |
| 2                                         | Isabelle Brasseur / Lloyd Eisler          | Canada                | 3.0    | 2           | 2           |
| 3                                         | Marina Eltsova / Andrei Bushkov           | Russie                | 4.5    | 3           | 3           |
| 4                                         | Mandy Wötzel / Ingo Steuer                | Allemagne             | 6.5    | 5           | 4           |
| 5                                         | Radka Kovaříková / René Novotný           | Tchéquie              | 7.0    | 4           | 5           |
| 6                                         | Jenni Meno / Todd Sand                    | États-Unis            | 11.0   | 6           | 8           |
| 7                                         | Elena Berejnaïa / Oleg Shliakhov          | Lettonie              | 11.5   | 11          | 6           |
| 8                                         | Maria Petrova / Anton Sikharulidze        | Russie                | 12.0   | 10          | 7           |
| 9                                         | Peggy Schwarz / Alexander König           | Allemagne             | 12.5   | 7           | 9           |
| 10                                        | Danielle Carr / Stephen Carr              | Australie             | 15.0   | 8           | 11          |
| 11                                        | Kristy Sargeant / Kris Wirtz              | Canada                | 16.5   | 9           | 12          |
| 12                                        | Kyoko Ina / Jason Dungjen                 | États-Unis            | 17.0   | 14          | 10          |
| 13                                        | Natalia Krestianinova / Alexei Torchinski | Azerbaïdjan           | 19.0   | 12          | 13          |
| 14                                        | Anuschka Gläser / Axel Rauschenbach       | Allemagne             | 21.5   | 15          | 14          |
| 15                                        | Yukiko Kawasaki / Aleksey Tikhonov        | Japon                 | 21.5   | 13          | 15          |
| 16                                        | Jamie Salé / Jason Turner                 | Canada                | 25.0   | 18          | 16          |
| 17                                        | Karen Courtland / Todd Reynolds           | États-Unis            | 25.0   | 16          | 17          |
| 18                                        | Marina Khalturina / Andrei Kriukov        | Kazakhstan            | 27.5   | 17          | 19          |
| 19                                        | Line Haddad / Sylvain Privé               | France                | 28.0   | 20          | 18          |
| 20                                        | Olena Bilousivska / Ihor Maliar           | Ukraine               | 29.5   | 19          | 20          |
| 21                                        | Shen Xue / Zhao Hongbo                    | Chine                 | 32.5   | 23          | 21          |
| 22                                        | Marta Głuchowska / Mariusz Siudek         | Pologne               | 33.0   | 22          | 22          |
| 23                                        | Marta Andrella / Dmitry Kaplun            | Italie                | 34.5   | 21          | 24          |
| 24                                        | Elena Grigoreva / Sergei Sheiko           | Biélorussie           | 35.0   | 24          | 23          |
| Couples éliminés après le programme court |                                           |                       |        |             |             |
| 25                                        | Dana Mednick / Jason Briggs               | Royaume-Uni           |        | 25          | NC          |
| 26                                        | Claire Auret / Christoff Van Rensburg     | Afrique du Sud        |        | 26          | NC          |
| 27                                        | Nigora Karabaeva / Evgeny Sviridov        | Ouzbékistan           |        | 27          | NC          |
| 28                                        | Poon Hoi-san / Cheung Wai-tung            | Hong Kong britannique |        | 28          | NC          |

### Danse sur glace
| Rang                                               | Nom                                       | Nation         | Points | Danse imposée 1 | Danse imposée 2 | Danse originale | Danse libre |
| -------------------------------------------------- | ----------------------------------------- | -------------- | ------ | --------------- | --------------- | --------------- | ----------- |
| 1                                                  | Oksana Grichtchouk / Ievgueni Platov      | Russie         | 2.0    | 1               | 1               | 1               | 1           |
| 2                                                  | Sophie Moniotte / Pascal Lavanchy         | France         | 4.0    | 2               | 2               | 2               | 2           |
| 3                                                  | Susanna Rahkamo / Petri Kokko             | Finlande       | 6.0    | 3               | 3               | 3               | 3           |
| 4                                                  | Irina Romanova / Igor Yaroshenko          | Ukraine        | 8.2    | 4               | 5               | 4               | 4           |
| 5                                                  | Tatiana Navka / Samvel Gezalian           | Biélorussie    | 10.4   | 6               | 6               | 5               | 5           |
| 6                                                  | Shae-Lynn Bourne / Victor Kraatz          | Canada         | 12.8   | 9               | 7               | 6               | 6           |
| 7                                                  | Jennifer Goolsbee / Hendryk Schamberger   | Allemagne      | 14.4   | 7               | 9               | 7               | 7           |
| 8                                                  | Kateřina Mrázová / Martin Šimeček         | Tchéquie       | 16.0   | 8               | 8               | 8               | 8           |
| 9                                                  | Margarita Drobiazko / Povilas Vanagas     | Lituanie       | 18.6   | 10              | 11              | 9               | 9           |
| 10                                                 | Marina Anissina / Gwendal Peizerat        | France         | 20.2   | 11              | 10              | 10              | 10          |
| 11                                                 | Aliki Stergiadu / Juri Razgulaev          | Ouzbékistan    | 22.4   | 12              | 12              | 11              | 11          |
| 12                                                 | Elizabeth Punsalan / Jerod Swallow        | États-Unis     | 24.4   | 13              | 13              | 12              | 12          |
| 13                                                 | Irina Lobatcheva / Ilia Averboukh         | Russie         | 26.4   | 14              | 14              | 13              | 13          |
| 14                                                 | Elizaveta Stekolnikova / Dmitri Kazarlyga | Kazakhstan     | 28.4   | 15              | 15              | 14              | 14          |
| 15                                                 | Diane Gerencser / Alexander Stanislavov   | Suisse         | 31.0   | 18              | 17              | 15              | 15          |
| 16                                                 | Marika Humphreys / Justin Lanning         | Royaume-Uni    | 32.0   | 16              | 16              | 16              | 16          |
| 17                                                 | Barbara Fusar-Poli / Alberto Reani        | Italie         | 34.2   | 17              | 18              | 17              | 17          |
| 18                                                 | Olena Hrushyna / Ruslan Honcharov         | Ukraine        | 36.6   | 20              | 19              | 18              | 18          |
| 19                                                 | Radmila Chroboková / Milan Brzý           | Tchéquie       | 38.2   | 19              | 20              | 19              | 19          |
| 20                                                 | Angelika Führing / Peter Wilczek          | Autriche       | 40.4   | 21              | 21              | 20              | 20          |
| 21                                                 | Olga Pershankova / Nikolai Morozov        | Azerbaïdjan    | 43.2   | 23              | 22              | 22              | 21          |
| 22                                                 | Laura Bonardi / Alessandro Reani          | Italie         | 44.0   | 24              | 23              | 21              | 22          |
| 23                                                 | Sylwia Nowak / Sebastian Kolasiński       | Pologne        | 46.2   | 22              | 25              | 23              | 23          |
| 24                                                 | Nakako Tsuzuki / Kazo Nakamura            | Japon          | 50.4   | 27              | 24              | 27              | 24          |
| Couples de danse éliminés après la danse originale |                                           |                |        |                 |                 |                 |             |
| 26                                                 | Viera Poracova / Pavel Porac              | Slovaquie      |        | 28              | 26              | 25              | NC          |
| 27                                                 | Albena Denkova / Hristo Nikolov           | Bulgarie       |        | 25              | 27              | 26              | NC          |
| 28                                                 | Galit Chait / Maxim Sevastianov           | Israël         |        | 29              | 29              | 28              | NC          |
| 29                                                 | Anastasia Grebenkina / Eriks Samovich     | Lettonie       |        | 30              | 30              | 29              | NC          |
| 30                                                 | Anna Mosenkova / Dmitri Kurakin           | Estonie        |        | 31              | 33              | 30              | NC          |
| 31                                                 | Yuh-Shen Lai / Wei-Wen Lai                | Taipei chinois |        | 32              | 31              | 31              | NC          |
| 32                                                 | Park Yun-hee / Ryu Jong-hyun              | Corée du Sud   |        | 35              | 32              | 32              | NC          |
| 33                                                 | Dinara Nurdbaeva / Muslim Settarov        | Ouzbékistan    |        | 34              | 36              | 33              | NC          |
| 34                                                 | Christine Seydel / Duncan Smart           | Australie      |        | 33              | 34              | 34              | NC          |
| 35                                                 | Fiona Kirk / Clinton King                 | Afrique du Sud |        | 36              | 35              | 35              | NC          |
| Abandon                                            | Anzhelika Krylova / Vladimir Fedorov      | Russie         |        | 5               | 4               |                 |             |
| Abandon                                            | Noemi Vedres / Endre Szentirmai           | Hongrie        |        | 26              | 28              |                 |             |